# 永璋
循郡王永璋（1735年7月15日—1760年8月26日），愛新覺羅氏，清朝皇子、郡王。乾隆帝弘曆第三子，生母純貴妃蘇氏。

## 生平
雍正十三年（1735年）五月廿五日出生，父亲弘曆時为寶亲王，而生母蘇氏時為寶親王格格。同年，弘曆登基为帝。
乾隆帝曾谕曰：三阿哥现年十五岁。尚未能骑射。皆俺达等平时并未悉心指授所致。」此外，循郡王之“循”字，满文意为“温和的”。这兩件事或许體現了永璋本人性情温和柔顺。歸其原因，應是永璋與他的親妹和嘉公主、生母純貴妃那般患有肺疾，身體較軟弱。
乾隆二十四年（1759年）八月十六日，因純貴妃在避暑山庄內患病，乾隆帝命三阿哥帶領侍衛等人送純貴妃緩程回京。然後，乾隆帝奉皇太后起駕木蘭。
永璋與他的妹妹和嘉公主一樣，患有肺疾。永璋病倒时，他的叔祖父庄亲王允祿以内务府大臣的身份禀报說，他已遵旨就念经事宜咨询过章嘉呼图克图。章嘉活佛选择了对永璋所患的肺病有好处的一部经，并迁居到永璋府邸附近的一个房间。为了保佑永璋能夠康复，莊親王和十名喇嘛日夜诵经。

## 家庭
妻妾
- 嫡福晋科爾沁博爾濟錦氏，和碩淑慎公主額駙兼理藩院額外侍郎觀音保之女，無生育。乾隆三十五年正月二十三日，總管王常贵等為循郡王福晋进城往绵恩阿哥所去，所用引导跟随护军校护军人等在福园门外伺候事呈奏，目前未知博爾濟錦氏與定安親王永璜次子綿恩有何關係。乾隆三十七年八月十六日，循郡王福晉到淑慎公主府探看母親，當日回暢春園居住。中國第一歷史檔案館有藏乾隆五十一年四月光禄寺《为循郡王福晋初大上坟应用桌张刷套照例备办事致内务府》，顯示循郡王福晉於此日期前已故，葬董各庄园寝。
- 側福晉某氏，乾隆十九年被高宗指婚予永璋，乾隆二十一年去世。
- 侧福晋完顏氏。初為妾，生一子。
- 侧福晋瓜爾佳氏，玉凤之女。初為妾，亦作使女，生一女縣君。

兒子
僅有一子一女長成。長子生於乾隆二十年十二月，生母庶妃完顏氏，獨子於乾隆二十一年正月夭亡。故以成親王永瑆與其嫡妃富察氏（孝賢純皇后弟大學士傅恆女）所生之子綿懿為嗣，乾隆五十二年襲貝勒。
- 第一子：未命名，生於乾隆二十年乙亥十二月十八日辰時，母庶妃完顏氏。乾隆二十一年丙子正月十五日巳時卒，年二歲。
- 嗣子：永瑆次子綿懿，乾隆三十六年辛卯九月二十日寅時生，母嫡福晋富察氏。四十一年正月奉旨過繼永璋爲嗣。

女兒
- 第一女：县君，乾隆二十年六月二十一日子时，使女瓜尔佳氏玉凤之女所出，乾隆三十五年正月选，乌亮海济尔英特氏喀喇沁固山贝子多罗额驸扎拉丰阿之子二等台吉塔布囊丹巴多尔济为额驸，乾隆四十年成婚。县君于乾隆四十二年二月十六日未时卒。

## 影視作品
| 類別   | 作品                        | 演員   |
| ------ | --------------------------- | ------ |
| 電視劇 | 如懿傳                      | 程星源 |
| 歌仔戲 | 嘉慶君遊台灣 (2022年電視劇) | 張燕玲 |

| 永璋 循郡王世系清高宗世系的分支出生于：1735年7月15日逝世於：1760年8月26日 | 永璋 循郡王世系清高宗世系的分支出生于：1735年7月15日逝世於：1760年8月26日 | 永璋 循郡王世系清高宗世系的分支出生于：1735年7月15日逝世於：1760年8月26日 |
| 王室頭銜                                                                  | 王室頭銜                                                                  | 王室頭銜                                                                  |
| ------------------------------------------------------------------------- | ------------------------------------------------------------------------- | ------------------------------------------------------------------------- |
| 新頭銜                                                                    | 循郡王 追封                                                               | 繼任： 遞降為貝勒 養子綿懿                                                |